# Цена жизни (Остаться в живых)
«Цена жизни» (англ. The Cost of Living) — пятая серия третьего сезона американского телесериала «Остаться в живых». Это третья и последняя серия мистера Эко за сериал.

## Сюжет

### Воспоминания
Эко в детстве стащил с церковного склада еду для своего младшего брата — Йеми. Его поймали и заставили исповедаться. Позже, когда Эко стал священником вместо умершего брата, он вошёл в конфликт с африканскими бандитами, которым раньше их деревня отдавала часть вакцины в обмен на то, что те не трогают мирных жителей. Эко говорит, что не боится их, и главарь банды застреливает женщину из деревни. Позже он отказывается отдавать вакцину, и бандиты хотят отрубить ему руки, но он сопротивляется и убивает бандитов прямо в церкви. Затем он уезжает из Африки.

### Остров
Во сне к раненому Эко приходит его брат — Йеми. Он зовёт его с собой. Эко уходит из лагеря. Бен ведёт Джека на похороны Колин, которую отправили в океан на лодочке. По пути Джек сказал, что знает, что у того опухоль позвоночника. Саид, Лок и Десмонд хотят спасти Джека, Кейт и Сойера. Для этого они идут на станцию Жемчужина. С ними идут Никки и Пауло. Туда же сам по себе идёт Эко. Бен разговаривает с Джеком в камере. Он говорит, что у него был блестящий план, как сделать так, чтобы Джек хотел спасти Бена от смерти и сделать операцию, и он сказал, что ему очень повезло, когда, через два дня после результатов обследования позвоночника, на остров прилетает нейрохирург, и он просит Джека вырезать опухоль. Эко видит, что скелет его брата пропал из самолёта. Лок, Саид, Десмонд, Никки и Пауло спускаются в бункер. Там Саид изучает провода, идущие от бункера. Пауло идёт в туалет в бункере, а в это время выжившие видят на мониторе какого-то одноглазого человека. Тот заметил, что заработала камера, и сломал её. Джульет делает Джеку обед и прикатывает ему в камеру телевизор. Она ставит его так, чтобы его не видно было с камеры. Она говорит, что хочет показать ему «Убить пересмешника», но на самом деле на кассете видеозапись её самой и она табличками просит Джека убить Бена во время операции, а сама просит сделать эту операцию, так как то, что она говорит, слышно в комнате наблюдения. Таким образом она тайно просит Джека убить Бена во время операции, выдав всё как несчастный случай. Эко видит в лесу своего брата, но тот превращается в чёрный дым и убивает его. Локк и остальные находят смертельно раненого Эко, и он успевает сказать Локу последние слова: «Ты следующий», после чего умирает.